# Montemiletto
Montemiletto (Mundëmuléttë in dialetto irpino) è un comune italiano di 5 015 abitanti della provincia di Avellino in Campania.

## Geografia fisica
Posizionato sul rilievo montuoso che forma lo spartiacque tra le valli del Calore e del Sabato, fra le colline centrali dell'Irpinia. L'economia è basata principalmente sulla produzione agricola, sostenuta da una gran quantità di acque sorgive, e dall'industria. Il paese è attraversato dall'autostrada Napoli-Canosa e dalla via Nazionale delle Puglie. Una galleria autostradale lunga 1 km passa proprio sotto il paese.

## Storia
Il borgo ha avuto origine agli albori del Medioevo anche se il suo territorio è stato frequentato fin dalla preistoria. Le prime notizie certe su Montemiletto risalgono al XII secolo. Fu feudo dei Della Leonessa e dei De Tocco fino al 1806.
Il centro storico del paese si sviluppa proprio attorno al Castello della Leonessa, situato in posizione dominante sulle colline irpine.

## Monumenti e luoghi d'interesse
- Castello della Leonessa, di origini medievali, appartenne ai feudatari di Tocco.

La "porta della terra" è un antico arco adiacente al castello, una volta attraversato si giunge al rione definito in dialetto 'ngoppa 'a chiazza, ossia piazza Umberto I, dove si trova l'ingresso principale del Castello.
Di notevole rilievo è il Borgo Medievale, che si snoda lungo via Regina Margherita e le numerose "ruve", caratteristici vicoli in pietra.
La chiesa madre di Santa Maria Assunta è situata lungo via Regina Margherita ed è affiancata dalla torre campanaria, che risulta staccata dall'edificio della chiesa.
Ricca di affreschi e dipinti è la chiesa di Sant'Anna, lungo via Roma. La chiesa è adiacente all'attuale sede del Municipio, un tempo convento dei frati predicatori domenicani. Qui è tuttora presente un suggestivo porticato con venti colonne in pietra e un pozzo realizzato nel 1723.
Il nuovo centro di aggregazione cittadino è divenuta Piazza IV Novembre, posta al di sotto del castello della Leonessa. La maggior parte delle attività economiche e commerciali di Montemiletto si trovano invece lungo il Viale degli Astronauti.
Suggestiva è anche la zona del paese denominata "Torrecella", un terrazzo sulle colline dell'Irpinia da cui si ammirano anche i rilievi del Sannio.

## Società

### Evoluzione demografica
Abitanti censiti

### Etnie e minoranze straniere
Al 31 dicembre 2010 i cittadini stranieri residenti a Montemiletto erano 146, pari al 2,67% della popolazione comunale. Le nazionalità maggiormente rappresentate erano:
1. Romania, 73
2. Ucraina, 24

### Lingue e dialetti
Accanto alla lingua italiana, a Montemiletto è in uso una varietà del dialetto irpino.

## Infrastrutture e trasporti
Con i mezzi pubblici, il comune si raggiunge tramite le autolinee della società regionale AIR Campania. Sul territorio comunale è presente anche l'omonima stazione ferroviaria sulla ferrovia Avellino-Rocchetta Sant'Antonio, attiva però, solo come fermata per treni turistici.

## Amministrazione

### Sindaci
| Periodo | Periodo   | Primo cittadino          | Partito                          | Carica  | Note |
| ------- | --------- | ------------------------ | -------------------------------- | ------- | ---- |
| 1995    | 2004      | Valerio Capone           | centrodestra                     | Sindaco |      |
| 2004    | 2014      | Eugenio Abate            | centrosinistra                   | Sindaco |      |
| 2014    | 2019      | Agostino Frongillo       | lista civica                     | Sindaco |      |
| 2019    | in carica | Massimiliano Minichiello | lista civica "Proposta Concreta" | Sindaco |      |